# 고자군

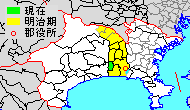
가나가와현 고자군의 범위 (초록색:사무카와정)

고자군(일본어: 高座郡)은 가나가와현의 군이다.
인구 48,385명, 면적 13.34km², 인구밀도 3,627명/km².(2025년 3월 1일, 추계인구)
이하 1정으로 구성된다.
- 사무카와정(寒川町)

## 군역
과거 고자군에 속했던 지역은 현재의 행정 구역 상 아래에 해당한다.
- 아야세시
- 에비나시
- 사가미하라시(주오구·미나미구의 전역, 미도리구의 일부)
- 자마시
- 지가사키시
- 후지사와시(일부)
- 야마토시

## 역사
고자군은 고대에 사가미국의 군 중 하나로 사가미만 북쪽부터 사가미강과 사카이강 사이의 무사시국과의 경계까지 뻗어있었다. 나라 시대의 일본서기의 675년 기록에 다카쿠라군(高倉郡)으로써 나타난다. 사가미국의 수도와 고쿠분지는 오늘날 비록 정확한 위치는 알려져있지 않지만 고자군내에 있었다.
이 지역은 헤이안 시대부터 센고쿠 시대까지 수많은 장원들의 지배하에 있었고 에도 시대에는 도쿠가와 막부의 쇼군이 관리하는 직할령이었다. 메이지 유신 후에 1878년의 토지 개혁하에 군제가 성립되었고 군청은 현재의 지가사키 주변에 세워졌다. 청사는 1906년에 후지사와오사카정(오늘날의 후지사와로 이전하였다.

### 근대 이후 연혁

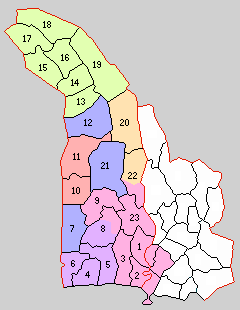
1.후지사와오사카정 2.구게누마촌 3.메이지촌 4.지가사키촌 5.쇼린촌 6.쓰루가미네촌 7.사무카와촌 8.고이데촌 9.고쇼미촌 10.아리마촌 11.에비나촌 12.자마촌 13.아라이소촌 14.아사미조촌 15.다나촌 16.미조촌 17.오사와촌 18.아이하라촌 19.오노촌 20.쓰루미촌 21.아야세촌 22.시부야촌 23.무쓰아이촌 (빨강:후지사와시, 보라:자가사키시 주황:에비나시 노랑:야마토시 초록:사가미하라시 파랑:합병 아님)

- 1889년 4월 1일 - 정촌제 시행으로 아래의 정촌이 발족.(1정 22촌)
  - 후지사와오사카정(藤沢大坂町): 현 후지사와시
  - 구게누마촌(鵠沼村): 현 후지사와시
  - 메이지촌(明治村): 현 후지사와시
  - 지가사키촌(茅ヶ崎村): 현 자가사키시
  - 쇼린촌(松林村): 현 지가사키시
  - 쓰루가미네촌(鶴嶺村): 현 지가사키시
  - 사무카와촌(寒川村): 현 사무카와정
  - 고이데촌(小出村): 현 후지사와시, 지가사키시
  - 고쇼미촌(御所見村): 현 후지사와시
  - 아리마촌(有馬村): 현 에비나시
  - 에비나촌(海老名村): 현 에비나시
  - 자마촌(座間村): 현 자마시
  - 아라이소촌(新磯村): 현 사가미하라시 미나미구
  - 아사미조촌(麻溝村): 현 사가미하라시 미나미구
  - 다나촌(田名村): 현 사가미하라시 주오구·미도리구
  - 미조촌(溝村): 현 사가미하라시 주오구
  - 오사와촌(大沢村): 현 사가미하라시 미도리구
  - 아이하라촌(相原村): 현 사가미하라시 미도리구·주오구
  - 오노촌(大野村): 현 사가미하라시 주오구·미나미구
  - 쓰루미촌(鶴見村): 현 야마토시
  - 아야세촌(綾瀬村): 현 아야세시
  - 시부야촌(渋谷村): 현 후지사와시
  - 무쓰아이촌(六会村): 현 후지사와시
- 1891년 9월 25일 - 쓰루미촌이 개칭해서 야마토촌(大和村)이 됨.
- 1907년 10월 1일 - 후지사와오사카정이 가마쿠라군 후지사와오토미정을 편입.
- 1908년
  - 4월 1일 - 후지사와오사카정, 구게누마촌, 메이지촌이 합병하여 후지사와정(藤沢町)이 발족.(1정 20촌)
  - 10월 1일 - 지가사키촌, 쇼린촌, 쓰루가미네촌이 합병하여 지가사키정(茅ヶ崎町)이 발족[1].(2정 17촌)
- 1928년 1월 1일 - 미조촌이 정제 시행 및 개칭으로 가미미조정(上溝町)이 됨.(3정 16촌)
- 1937년 12월 20일 - 자마촌이 정제 시행으로 자마정(座間町)이 됨.(4정 15촌)
- 1940년
  - 10월 1일 - 후지사와정이 시제 시행으로 후지사와시(藤沢市)가 되어[2], 군에서 이탈.(3정 15촌)
  - 11월 1일 - 사무카와촌이 정제 시행으로 사무카와정(寒川町)이 됨.(4정 14촌)
  - 12월 20일 - 에비나촌이 정제 시행으로 에비나정(海老名町)이 됨.(5정 13촌)
- 1941년 4월 29일 - 자마정, 아라이소촌, 아사미조촌, 다나촌, 가미미조정, 오사와촌, 아이하라촌, 오노촌이 합병하여 사가미하라정(相模原町)이 발족.(4정 7촌)
- 1942년 3월 10일 - 무쓰아이촌이 후지사와시에 편입[3].(4정 6촌)
- 1943년 11월 3일 - 야마토촌이 정제 시행으로 야마토정(大和町)이 됨.(5정 5촌)
- 1944년 11월 3일 - 시부야촌이 정제 시행으로 시부야정(渋谷町)이 됨.(6정 4촌)
- 1945년 4월 1일 - 아야세촌이 정제 시행으로 아야세정(綾瀬町)이 됨.(7정 3촌)
- 1947년 10월 1일 - 지가사키정이 시제 시행으로 지가사키시(茅ヶ崎市)가 되어[4], 군에서 이탈.(6정 3촌)
- 1948년 9월 1일 - 사가미하라정에서 구 자마정 구역이 분리되어 자마정(座間町)이 발족[5].(7정 3촌)
- 1954년 11월 20일 - 사가미하라정이 시제 시행으로 사가미하라시(相模原市)가 되어, 군에서 이탈[6].(6정 3촌)
- 1955년
  - 4월 5일(5정 2촌)
    - 고이데촌의 일부가 후지사와시로[7], 잔여부가 지가사키시로 분할편입[8].
    - 시부야정의 일부가 후지사와시에 분할편입[7]. 잔여부로 시부야촌(渋谷村)이 발족[9].
    - 고쇼미촌이 후지사와시에 편입.

  - 7월 20일 - 아리마촌이 에비나정에 편입[10].(5정 1촌)
- 1956년 9월 1일 - 시부야촌이 야마토정에 편입[11].(5정)
- 1959년 2월 1일 - 야마토정이 시제 시행으로 야마토시(大和市)가 되어[12], 군에서 이탈.(4정)
- 1971년 11월 1일(2정)
  - 에비나정이 시제 시행으로 에비나시(海老名市)가 되어[13], 군에서 이탈.
  - 자마정이 시제 시행으로 자마시(座間市)가 되어[14], 군에서 이탈.
- 1978년 11월 1일 - 아야세정이 시제 시행으로 아야세시(綾瀬市)가 되어[15], 군에서 이탈.(1정)

### 변쳔 표
| 1889년 4월 1일               | 1889 - 1926                             | 1889 - 1926                | 1926 - 1944                       | 1926 - 1944                       | 1945 - 1954                   | 1955 - 1989                                     | 1955 - 1989                                     | 1955 - 1989                                     | 1989 - 현재  | 현재         |
| ---------------------------- | --------------------------------------- | -------------------------- | --------------------------------- | --------------------------------- | ----------------------------- | ----------------------------------------------- | ----------------------------------------------- | ----------------------------------------------- | ------------ | ------------ |
| 사무카와촌                   | 사무카와촌                              | 사무카와촌                 | 1940년 11월 1일 사무카와정        | 1940년 11월 1일 사무카와정        | 사무카와정                    | 사무카와정                                      | 사무카와정                                      | 사무카와정                                      | 사무카와정   | 사무카와정   |
| 지가사키촌                   | 1908년 10월 1일 지가사키정              | 1908년 10월 1일 지가사키정 | 지가사키정                        | 지가사키정                        | 1947년 10월 1일 지가사키정    | 지가사키시                                      | 지가사키시                                      | 지가사키시                                      | 지가사키시   | 지가사키시   |
| 쇼린촌                       | 1908년 10월 1일 지가사키정              | 1908년 10월 1일 지가사키정 | 지가사키정                        | 지가사키정                        | 1947년 10월 1일 지가사키정    | 지가사키시                                      | 지가사키시                                      | 지가사키시                                      | 지가사키시   | 지가사키시   |
| 쓰루미네촌                   | 1908년 10월 1일 지가사키정              | 1908년 10월 1일 지가사키정 | 지가사키정                        | 지가사키정                        | 1947년 10월 1일 지가사키정    | 지가사키시                                      | 지가사키시                                      | 지가사키시                                      | 지가사키시   | 지가사키시   |
| 고이데촌                     | 고이데촌                                | 고이데촌                   | 고이데촌                          | 고이데촌                          | 고이데촌                      | 1955년 4월 5일 지가사키에 편입 (엔도 지구 제외) | 1955년 4월 5일 지가사키에 편입 (엔도 지구 제외) | 1955년 4월 5일 지가사키에 편입 (엔도 지구 제외) | 지가사키시   | 지가사키시   |
| 고이데촌                     | 고이데촌                                | 고이데촌                   | 고이데촌                          | 고이데촌                          | 고이데촌                      | 1955년 4월 5일 후지사와에 편입 (엔도 지구)      | 1955년 4월 5일 후지사와에 편입 (엔도 지구)      | 1955년 4월 5일 후지사와에 편입 (엔도 지구)      | 후지사와시   | 후지사와시   |
| 후지사와오사카정             | 후지사와오사카정                        | 1908년 4월 1일 후지사와정  | 1940년 10월 1일 후지사와시        | 1940년 10월 1일 후지사와시        | 후지사와시                    | 후지사와시                                      | 후지사와시                                      | 후지사와시                                      | 후지사와시   | 후지사와시   |
| 가마쿠라 군 후지사와오토미정 | 1907년 10월 1일 후지사와오사카정에 편입 | 1908년 4월 1일 후지사와정  | 1940년 10월 1일 후지사와시        | 1940년 10월 1일 후지사와시        | 후지사와시                    | 후지사와시                                      | 후지사와시                                      | 후지사와시                                      | 후지사와시   | 후지사와시   |
| 구게누마촌                   | 구게누마촌                              | 1908년 4월 1일 후지사와정  | 1940년 10월 1일 후지사와시        | 1940년 10월 1일 후지사와시        | 후지사와시                    | 후지사와시                                      | 후지사와시                                      | 후지사와시                                      | 후지사와시   | 후지사와시   |
| 메이지촌                     | 메이지촌                                | 1908년 4월 1일 후지사와정  | 1940년 10월 1일 후지사와시        | 1940년 10월 1일 후지사와시        | 후지사와시                    | 후지사와시                                      | 후지사와시                                      | 후지사와시                                      | 후지사와시   | 후지사와시   |
| 무쓰아이촌                   | 무쓰아이촌                              | 무쓰아이촌                 | 1942년 3월 10일 후지사와시에 편입 | 1942년 3월 10일 후지사와시에 편입 | 후지사와시                    | 후지사와시                                      | 후지사와시                                      | 후지사와시                                      | 후지사와시   | 후지사와시   |
| 고쇼미촌                     | 고쇼미촌                                | 고쇼미촌                   | 고쇼미촌                          | 고쇼미촌                          | 고쇼미촌                      | 1955년 4월 5일 후지사와시에 편입                | 1955년 4월 5일 후지사와시에 편입                | 1955년 4월 5일 후지사와시에 편입                | 후지사와시   | 후지사와시   |
| 시부야촌                     | 시부야촌                                | 시부야촌                   | 1944년 11월 3일 시부야정          | 1944년 11월 3일 시부야정          | 시부야정                      | 1955년 4월 5일 후지사와시에 편입                | 1955년 4월 5일 후지사와시에 편입                | 1955년 4월 5일 후지사와시에 편입                | 후지사와시   | 후지사와시   |
| 시부야촌                     | 시부야촌                                | 시부야촌                   | 1944년 11월 3일 시부야정          | 1944년 11월 3일 시부야정          | 시부야정                      | 1955년 4월 5일 시부야정                         | 1956년 9월 1일 야먀토정에 편입                  | 1959년 2월 1일 야먀토정                         | 야마토시     | 야마토시     |
| 쓰루미촌                     | 1891년 9월 25일 야마토촌                | 1891년 9월 25일 야마토촌   | 1943년 11월 3일 야마토정          | 1943년 11월 3일 야마토정          | 아마토정                      | 야마토정                                        | 야마토정                                        | 1959년 2월 1일 야먀토정                         | 야마토시     | 야마토시     |
| 아야세촌                     | 아야세촌                                | 아야세촌                   | 아야세촌                          | 아야세촌                          | 1945년 4월 1일 아야세정       | 1978년 11월 1일 아야세시                        | 1978년 11월 1일 아야세시                        | 1978년 11월 1일 아야세시                        | 아야세시     | 아야세시     |
| 에비나촌                     | 에비나촌                                | 에비나촌                   | 1940년 12월 20일 에비나정         | 1940년 12월 20일 에비나정         | 에비나정                      | 에비나정                                        | 에비나정                                        | 1971년 11월 1일 에비나시                        | 에비나시     | 에비나시     |
| 아리마촌                     | 아리마촌                                | 아리마촌                   | 아리마촌                          | 아리마촌                          | 아리마촌                      | 1955년 4월 20일 에비나정에 편입                 | 1955년 4월 20일 에비나정에 편입                 | 1971년 11월 1일 에비나시                        | 에비나시     | 에비나시     |
| 자마촌                       | 자마촌                                  | 자마촌                     | 1937년 12월 20일 자마정           | 1941년 4월 20일 사가미하라정      | 1948년 9월 1일 자마정         | 1971년 11월 1일 자마시                          | 1971년 11월 1일 자마시                          | 1971년 11월 1일 자마시                          | 자마시       | 자마시       |
| 아라이소촌                   | 아라이소촌                              | 아라이소촌                 | 아라이소촌                        | 1941년 4월 20일 사가미하라정      | 1954년 11월 20일 사가미하라시 | 사가미하라시                                    | 사가미하라시                                    | 사가미하라시                                    | 사가미하라시 | 사가미하라시 |
| 아사미조촌                   | 아사미조촌                              | 아사미조촌                 | 아사미조촌                        | 1941년 4월 20일 사가미하라정      | 1954년 11월 20일 사가미하라시 | 사가미하라시                                    | 사가미하라시                                    | 사가미하라시                                    | 사가미하라시 | 사가미하라시 |
| 다나촌                       | 다나촌                                  | 다나촌                     | 다나촌                            | 1941년 4월 20일 사가미하라정      | 1954년 11월 20일 사가미하라시 | 사가미하라시                                    | 사가미하라시                                    | 사가미하라시                                    | 사가미하라시 | 사가미하라시 |
| 미조촌                       | 미조촌                                  | 미조촌                     | 1928년 1월 1일 가미미조정         | 1941년 4월 20일 사가미하라정      | 1954년 11월 20일 사가미하라시 | 사가미하라시                                    | 사가미하라시                                    | 사가미하라시                                    | 사가미하라시 | 사가미하라시 |
| 오사와촌                     | 오사와촌                                | 오사와촌                   | 오사와촌                          | 1941년 4월 20일 사가미하라정      | 1954년 11월 20일 사가미하라시 | 사가미하라시                                    | 사가미하라시                                    | 사가미하라시                                    | 사가미하라시 | 사가미하라시 |
| 아이하라촌                   | 아이하라촌                              | 아이하라촌                 | 아이하라촌                        | 1941년 4월 20일 사가미하라정      | 1954년 11월 20일 사가미하라시 | 사가미하라시                                    | 사가미하라시                                    | 사가미하라시                                    | 사가미하라시 | 사가미하라시 |
| 오노촌                       | 오노촌                                  | 오노촌                     | 오노촌                            | 1941년 4월 20일 사가미하라정      | 1954년 11월 20일 사가미하라시 | 사가미하라시                                    | 사가미하라시                                    | 사가미하라시                                    | 사가미하라시 | 사가미하라시 |